# Baikalospongia
Baikalospongia is een geslacht van sponsdieren uit de klasse van de Demospongiae (gewone sponzen).

## Soorten
- Baikalospongia bacillifera Dybowsky, 1880
- Baikalospongia dzhegatajensis Rezvoi, 1927
- Baikalospongia intermedia Dybowsky, 1880
- Baikalospongia martinsoni Efremova, 2004
- Baikalospongia recta Efremova, 2004